# Esquadrão 1 da RAF

Emblema do Esquadrão 1 da RAF.

O Esquadrão 1 é um esquadrão da Força Aérea Real, fundado em 1911 como sucessor da No. 1 Balloon Company, que passou a fazer parte da Royal Flying Corps em 1912.

## História

### Pré Guerra (1878 a 1913)

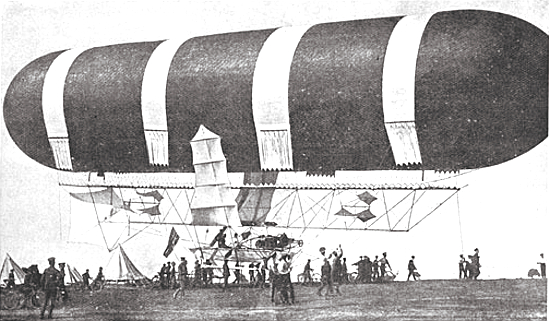
Dirigível do exército britânico No. 1, em 1908.

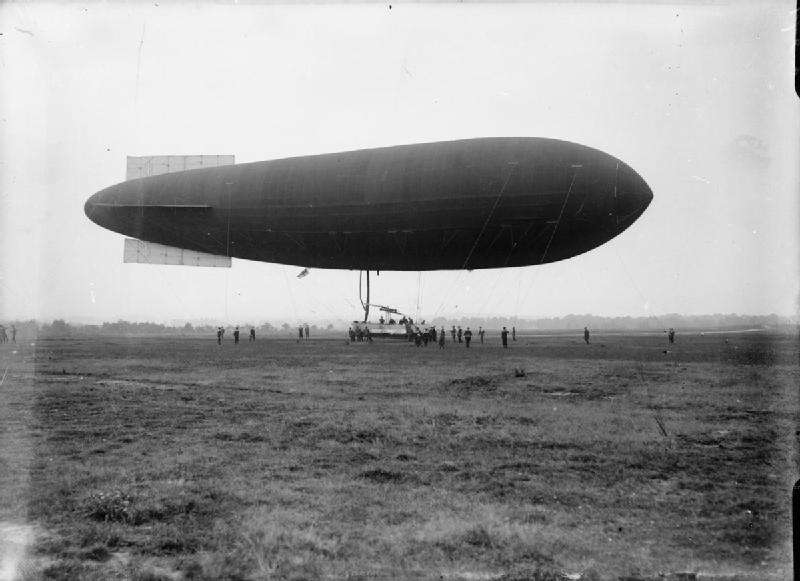
Dirigível Delta do exército britânico.

As origens do Esquadrão 1 da RAF, remontam à 1878, quando o sua predecessora, a No. 1 Balloon Company, foi constituída no Royal Arsenal, em Woolwich como parte da seção de balões. Em 1 de Abril de 1911 o batalhão do ar dos Royal Engineers foi criado. Inicialmente, o batalhão consistia de duas companhias, sendo a No. 1 Company, Air Battalion sendo responsável por aeronaves mais leves do que o ar. O seu primeiro oficial comandante foi o capitão E. M. Maitland.
Em 13 de Maio de 1912, com a criação do Royal Flying Corps, a  No. 1 Company, Air Battalion foi redesignada para No. 1 Squadron, Royal Flying Corps. O Esquadrão No. 1 foi um dos três esquadrões originais do Royal Flying Corps. Maitland continuou no comando e foi promovido à major vários dias depois da criação do esquadrão. Ele manteve os dirigíveis: Gamma e Beta, adicionando o Delta e o Eta, assim como pipas e uns poucos balões esféricos. Em Outubro de 1913, numa decisão súbita, todos os dirigíveis foram transferidos para o braço naval do RFC (que se tornou o Royal Naval Air Service, em 1 de Julho de 1914). Apesar de manter as pipas, o Esquadrão 1 foi reorganizado como um "parque de aeronaves" para a Força Expedicionária Britânica.

### Primeira Guerra

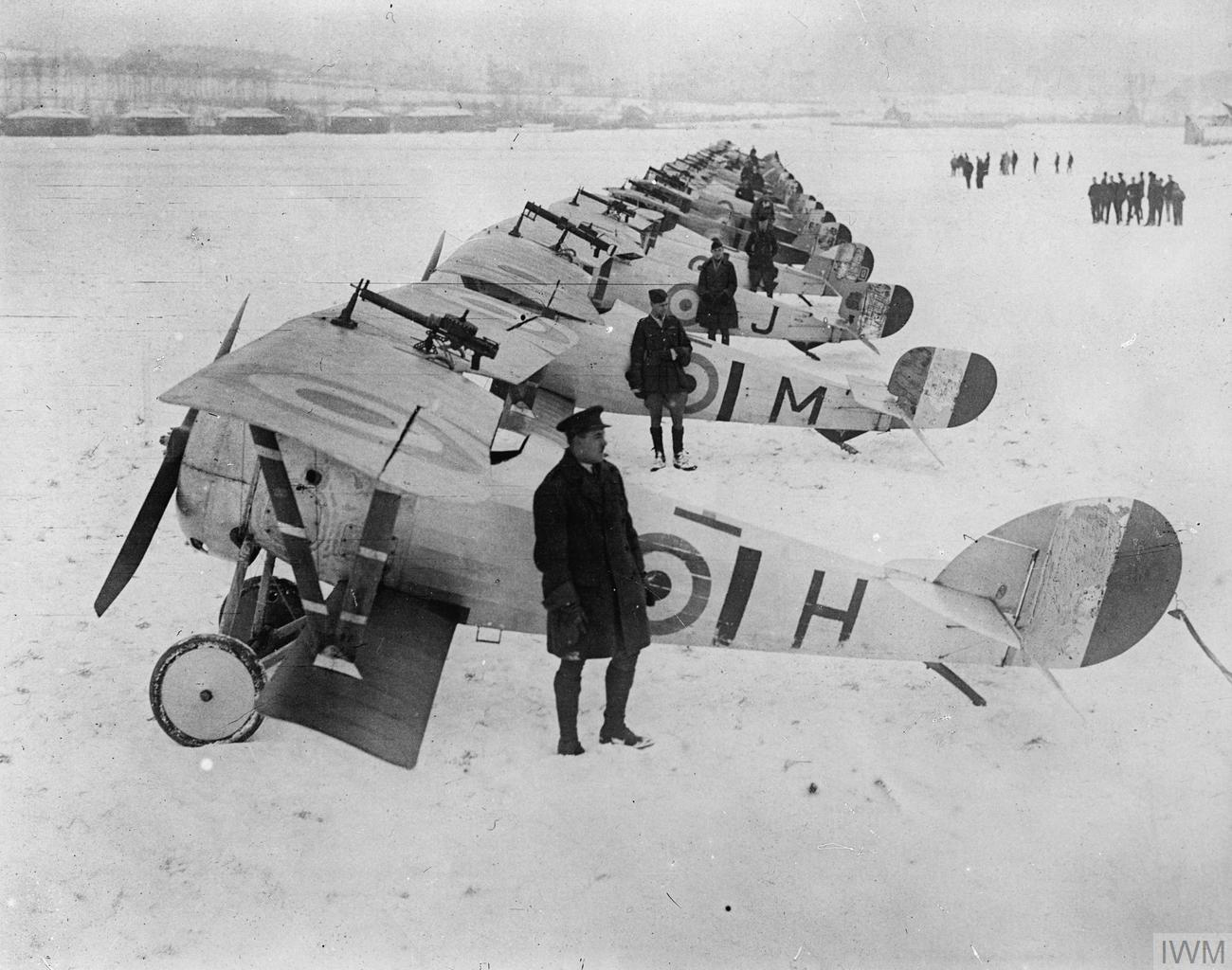
27 de Dezembro de 1917: o Esquadrão 1 da RAF com os Nieuport 17 e Nieuport 24 em Bailleul. Vide

Em 1 de Maio de 1914, o major Charles Longcroft foi nomeado como o novo comandante do esquadrão, e permaneceu até Janeiro de 1915.
O esquadrão foi reformulado e passou a utilizar aviões em Agosto de 1914, sendo equipado com uma mistura dos modelos Avro 504 e Royal Aircraft Factory B.E.8, e foi deslocado para a França em 7 de Março de 1915. Ele atuava principalmente em missões de reconhecimento, com uns poucos caças para missões de escolta. Ele manteve os Morane Parasol para reconhecimento, até que se tornou um esquadrão de caça dedicado em 1 de Janeiro de 1917, voando os modelos Nieuport 17 e Nieuport 27.
Os já obsoletos Nieuport foram substituídos pelo mais moderno S.E.5a em Janeiro de 1918. Quando da sua incorporação à RAF em 1 de Abril de 1918 o esquadrão manteve o seu numeral; o Esquadrão No 1 do Royal Naval Air Service (RNAS) veio a se tornar o Esquadrão 201 da RAF.
Durante a Primeira Guerra Mundial, o esquadrão teve em seu quadro não menos que 31 ases da aviação.

### Entre as Guerras
O esquadrão retornou da França para o Reino Unido em Março de 1919, e nos anos seguintes atuou em missões na Índia e no Iraque, usando o Sopwith Snipe, apesar de também ter recebido um Nieuport Nighthawk equipado com um motor Bristol Jupiter para avaliação.  Permanecendo no Iraque até Novembro de 1926.
No início de 1927, ele foi realocado em Tangmere, Sussex como um esquadrão de caças de defesa, equipado com o Armstrong Whitworth Siskin. Depois de receber o Hawker Fury Mk.1 em Fevereiro de 1932, o esquadrão ganhou reputação em acrobacias aéreas, efetuando demonstrações por todo o Reino Unido e no Encontro Aéreo Internacional de Zurique em Julho de 1937, nesse encontro aéreo, os modelos alemães: Messerschmitt Bf 109 e Dornier Do 17 causaram impressão ainda mais forte. O esquadrão foi reequipado com o Hurricane Mk.I em Outubro de 1938.

### Segunda Guerra

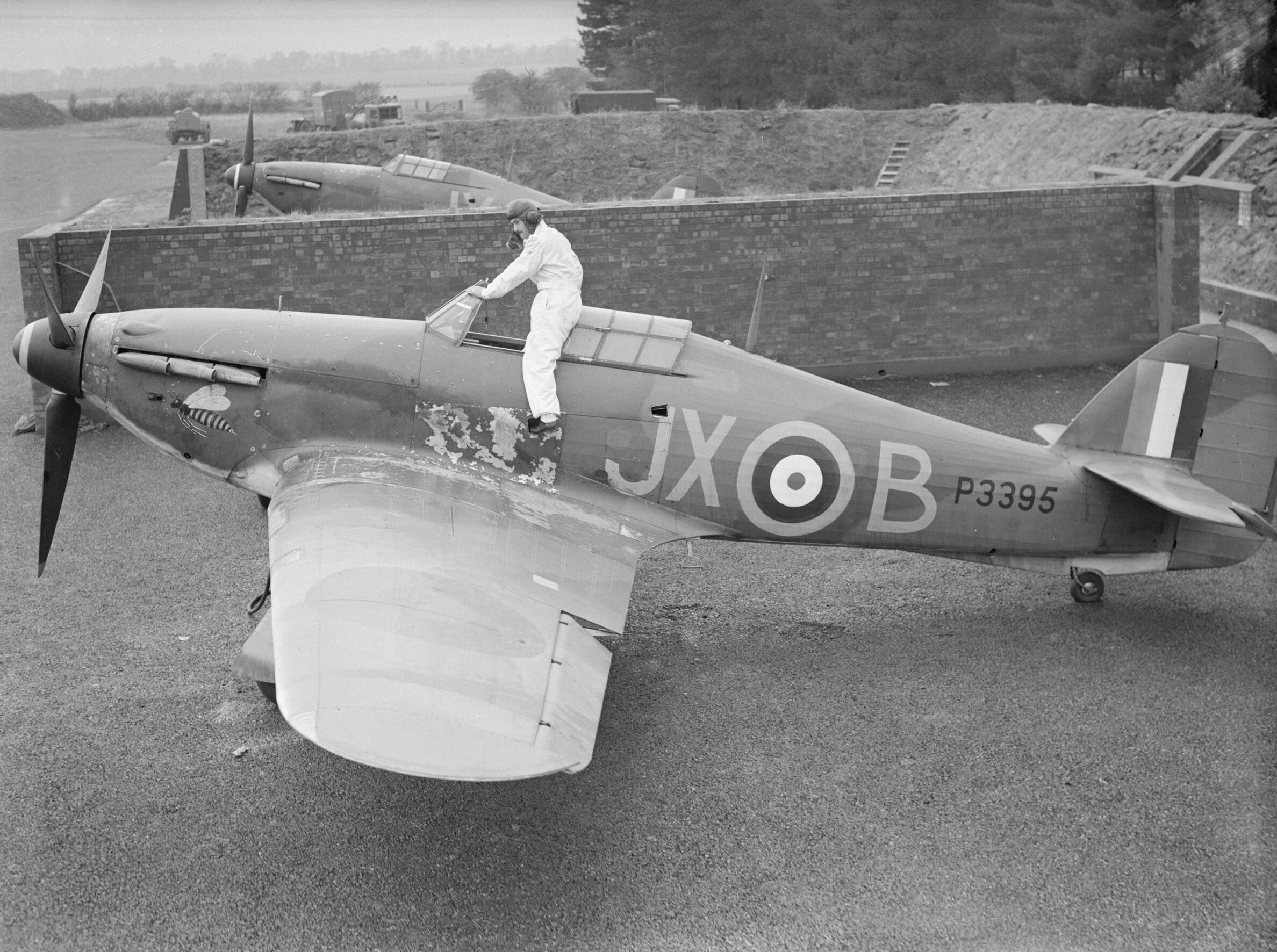
O aviador "Taffy" Clowes subindo no seu Hurricane I do Esquadrão 1 em Wittering, Outubro de 1940.

Logo no início da Segunda Guerra Mundial, em Setembro de 1939 o esquadrão foi deslocado para a França. No mês seguinte ele executou sua primeira missão e registrou sua primeira vitória, tendo abatido um Dornier Do 17 em 31 de Outubro. Outros sucessos foram obtidos durante a Guerra de Mentira, até o início da Batalha de França em Maio de 1940. Em uma semana a sede do esquadrão foi bombardeada e depois de várias retiradas o esquadrão saiu da França em 18 de Junho, retornando à Tangmere em 23 de Junho.
Em Agosto de 1940, o esquadrão se engajou fortemente na Batalha da Grã-Bretanha até 9 de Setembro, quando foi transferido para o Grupo 12 da RAF, e enviado para RAF Wittering para reabastecimento, descanso e recuperação.
Ele retornou ao Grupo 11 no início de 1941, sendo usado em missões de caça e escolta de bombardeiros. Em Fevereiro, ele iniciou a operação "Rhubarb" (voos rasantes sobre território ocupado) e missões de voo noturno, sendo reequipado com o Hurricane IIA. O esquadrão conduziu operações patrulhamento noturnas até Julho de 1942, quando foi novamente reequipado com o caça bombardeiro Hawker Typhoon e realocado em RAF Acklington, Northumberland onde retornou às missões diurnas.
O esquadrão foi equipado como o Spitfire IX em Abril de 1944, e em Junho iniciou o patrulhamento contra as bombas voadoras V-1, derrubando 39 delas. Mais tarde naquele ano, o esquadrão retornou às missões de escolta de bombardeiros, baseado em Haldegham. Ele esteve envolvido no suporte à Operação Market Garden, e mais tarde na contra ofensiva aliada nas Ardenas. O esquadrão lançou bombas de 113 kg Pontos Chave, em inglês, Key Points (KPs), direcionados por radar para superar condições climáticas adversas. Em Maio de 1945 ele passou a usar o Spitfire Mk.XXI, apenas para pousos nas Ilhas do Canal.

### Pós Guerra

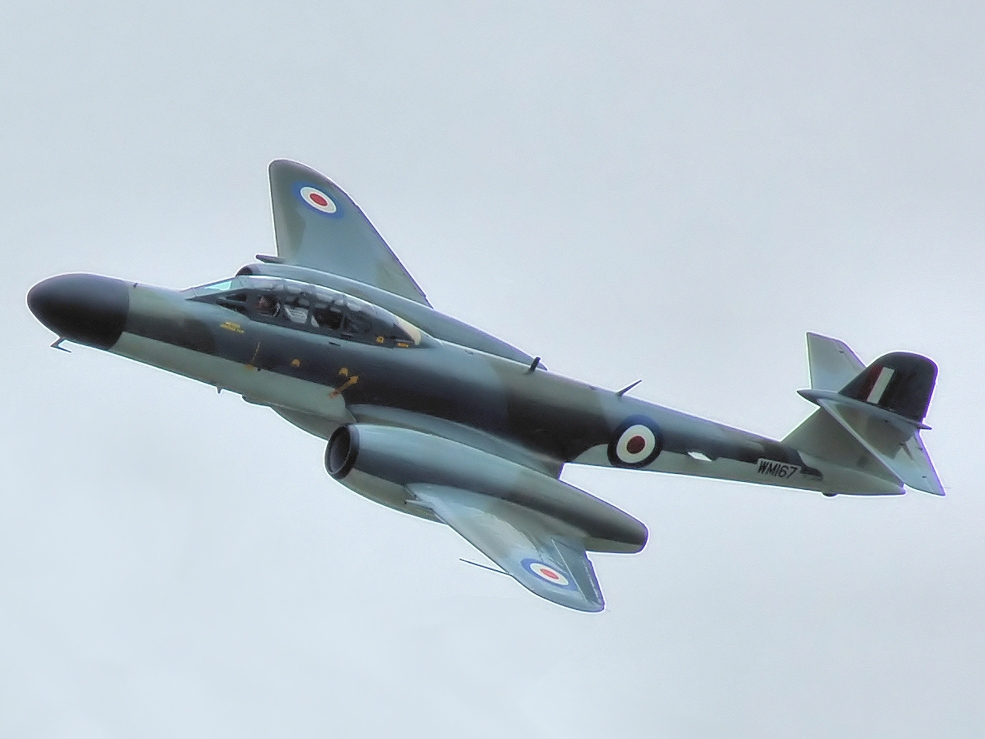
Um Gloster Meteor em voo baixo.

Em 1946 o esquadrão retornou a Tangmere e recebeu seu primeiro avião a jato, o Gloster Meteor. Em outubro de 1948, o major Robin Olds da USAF, sob o programa de trocas entre a U.S. Air Force e a Royal Air Force foi incorporado ao esquadrão e voou o Gloster Meteor, ele eventualmente se tornou comandante do esquadrão em RAF Tangmere, e nesse período ele foi condecorado com a Distinguished Flying Cross.
O esquadrão foi equipado com modelos Hawker Hunter F.5, que voaram a partir de RAF Acrotíri, no Chipre durante a Crise de Suez de 1956. O esquadrão foi retirado em 23 de Junho de 1958. No entanto, em 1 de julho de 1958 o esquadrão foi reformulado e redesignado como Esquadrão 263 da RAF em RAF Stradishall. Depois disso, ele foi deslocado para RAF Waterbeach de onde, voando o Hunter FGA.9, ele efetuou missões de ataque ao solo como parte do Grupo 38 da RAF. O esquadrão continuou nesse papel nos oito anos seguintes, operando fora de Waterbeach e depois disso em RAF West Raynham. O tenente Alan Pollock do Esquadrão No. 1 foi responsável pelo incidente do Hawker Hunter na Tower Bridge no 50° aniversário da RAF em 1968.

### Harrier

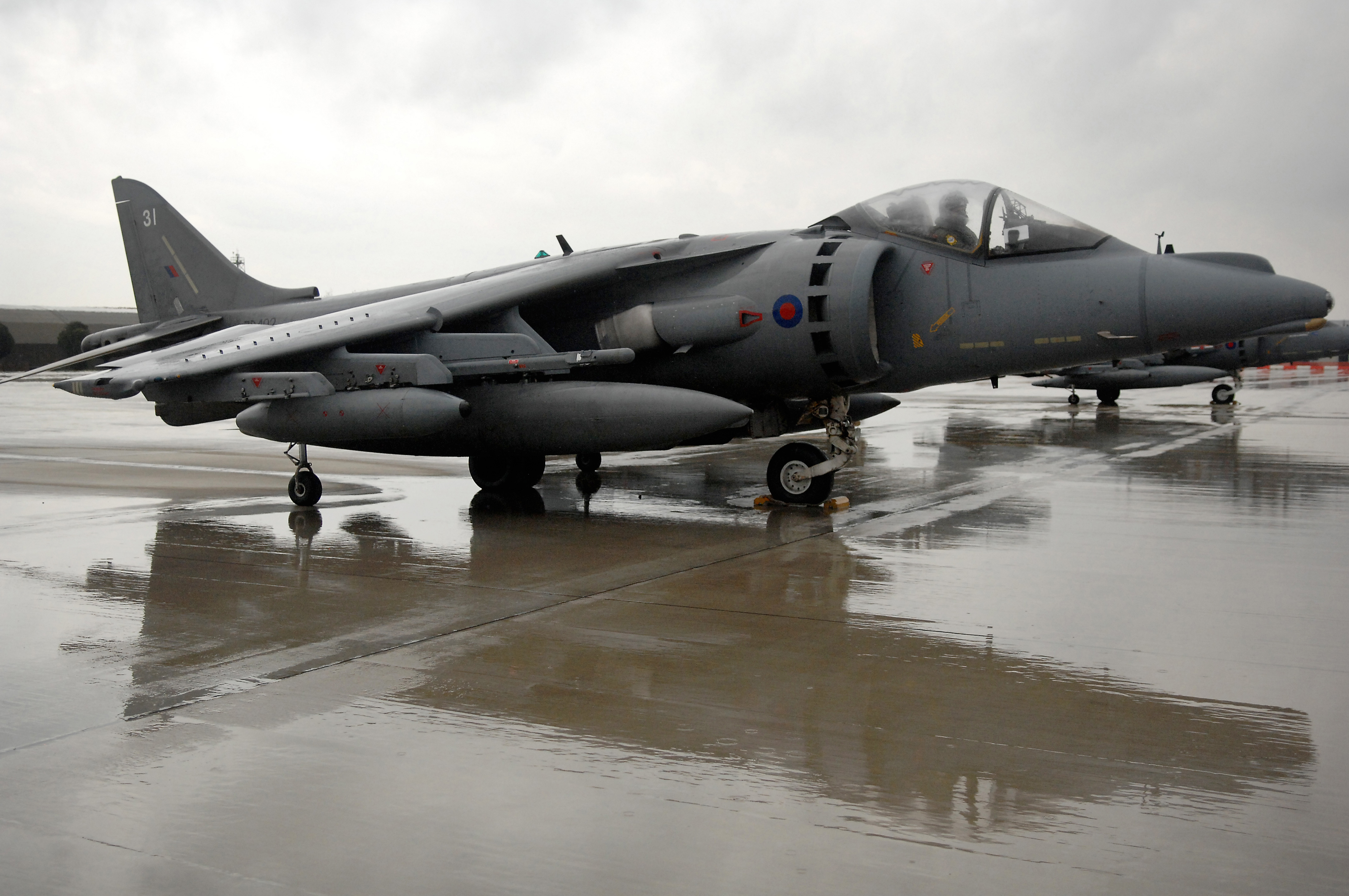
Um Harrier GR7 do Esquadrão No. 1 na Itália, em março de 2007.

O esquadrão se tornou o primeiro operador do Mundo de um avião V/STOL com a chegada do Hawker-Siddeley Harrier em 1969. Um destacamento do esquadrão No. 1 foi incorporado na frota britânica durante a Guerra das Malvinas, operando a partir do HMS Hermes em missões de ataque ao solo.
A sua primeira geração de Harriers foi substituída pelo Harrier IIs a partir de 23 de novembro de 1988, sendo declarada totalmente operacional com o Harrier GR.5 em 2 de Novembro de 1989. Durante a Guerra do Kosovo o esquadrão voou mais de 800 missões como parte da Operação Forças Aliadas da OTAN.
O esquadrão 1 da RAF deixou o "lar dos Harrier" em RAF Wittering passando para a RAF Cottesmore em 28 de Julho de 2000. Cottesmore se tornou a sede de todos os esquadrões operacionais usando Harriers – Esquadrão 20 da RAF, mais tarde redesignado como Esquadrão 4 da RAF, a  Unidade de Conversão Operacional de Harriers permaneceu em Wittering. Ambos os esquadrões voaram missões durante a Guerra do Iraque e foram condecorados com a honraria de batalha "Iraq 2003".
Uma consequência da Strategic Defence and Security Review do governo de coalizão de 2010 foi a decisão de retirar os Harriers de serviço na RAF quase que imediatamente. Todas as unidades Harrier, incluindo o Esquadrão No. 1, cassaram as operações em 15 de Dezembro de 2010, e o Esquadrão 1 da RAF foi formalmente desfeito em 28 de Janeiro de 2011.

### Typhoon
Em 15 de Setembro de 2012, o esquadrão foi reeditado tendo como base o Eurofighter Typhoon em RAF Leuchars.
O esquadrão tem participado em vários exercícios em outros países, incluindo o Exercise Shaheen Star nos Emirados Árabes Unidos em Janeiro de 2013 e o Exercise Bersama Shield na Malásia em Março de 2013.

## Aeronaves utilizadas
- Avro 504 −1915-1916
- B.E.8 – 1915–1916
- Morane Parasol – 1915–1916
- Nieuport 17 – 1916–1917
- Nieuport 27 – 1917–1918
- SE5a – 1918–1920
- Sopwith Snipe – 1920–1927
- Armstrong Whitworth Siskin – 1927–1933
- Hawker Fury – 1933–1937
- Hawker Hurricane – 1937–1943
- Hawker Typhoon – 1943–1944
- Supermarine Spitfire – 1944–1950
- Gloster Meteor – 1950–1957
- Hawker Hunter – 1957–1970
- Hawker-Siddeley Harrier – 1969–1989
- BAE Harrier II – 1988–2010
- Eurofighter Typhoon – 2012 –